# Liste von Güterwagen der Bengal Nagpur Railway
|  | Diese Liste ist nicht vollständig. Ergänzungen sind herzlich willkommen. |

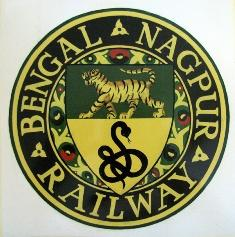
Logo der BNR

Die Liste von Güterwagen der BNR ist eine Zusammenstellung von bei der indischen Bengal Nagpur Railway in der Zeit zwischen 1887 und 1952 beschafften und zum Einsatz gekommenen bahneigenen Güterwagen. Nicht enthalten sind die ab 1928 von allen großen indischen Eisenbahngesellschaften angeschafften Güterwagen nach Indian Railway Standard.

## Historische Entwicklung des Güterwagenbestandes
Im Gründungsjahr bestellte die Gesellschaft bei verschiedenen britischen Wagenbauanstalten Fahrgestelle für 630 Güterwagen. Die Aufbauten entstanden in den bahneigenen Werkstätten in Nagpur.
| Jahr   | 1891  | 1900  | 1907  | 1910   | 1919   | 1930   | 1936   | 1940   |
| ------ | ----- | ----- | ----- | ------ | ------ | ------ | ------ | ------ |
| Anzahl | 1196  | 4141  | 9371  | 12.683 | 16.823 | 24.746 | 25.454 | 24.292 |
| Quelle | [ 2 ] | [ 3 ] | [ 4 ] | [ 3 ]  | [ 5 ]  | [ 3 ]  | [ 6 ]  | [ 3 ]  |

## Farbgebung und Beschriftung
Güterwagen der BNR waren im Allgemeinen hellgrau mit schwarzer Beschriftung. Stallungswagen und gedeckte Autotransportwagen wurden damals in der Regel an Personenzüge angehängt und waren daher – wie es bei Personenwagen üblich war – kastanienbraun mit goldgelber Beschriftung.

## Datenlage
Da es keinerlei erhaltene Wagenstandsverzeichnisse oder Musterblattsammlungen der BNR gibt, stammen die in der Liste enthaltenen Daten von den jeweils genannten zeitgenössischen Zeitungsartikel und Katalogseiten der jeweiligen Wagenbauanstalten. Über die vor 1900 gebauten Wagen existieren keinerlei Unterlagen.

## Güterwagen in Indischer Breitspur

### Offene Güterwagen, zweiachsig
| Typ | Herstelldaten                                                                                                 | Herstelldaten | Herstelldaten | Abmessungen | Abmessungen        | Abmessungen | Abmessungen     | Gewichte           | Gewichte          | Bild / Quelle             |
|     | Hersteller | Baujahr       | Anz.          | LüP [mm]    | Höhe über SOK [mm] | Breite [mm] | Rad- stand [mm] | Eigen- gewicht [t] | Lade- gewicht [t] |                           |
| --- | --- | ------------- | ------------- | ----------- | ------------------ | ----------- | --------------- | ------------------ | ----------------- | ------------------------- |
| K.C | Stableford and Co. Metropolitan Railway Carriage and Wagon Company Midland Railway Carriage and Wagon Company | 1903-05       | 450 500 250   | 6.781       | 2.787              | 2.845       | 3.505           | 9,25               | 23                | [ 8 ] [ 9 ] [ 10 ] [ 11 ] |
| K.W | bahneigene Werkstätten in Kharagpur                                                                           | 1918          |               |             |                    |             |                 |                    | 21                | [ 12 ]                    |
| K.G | Midland Railway Carriage and Wagon Company                                                                    | 1920-23       |               | 5.867       | 2.756              | 2.845       | 3.505           | 9,2                | 24                | [ 13 ] [ 14 ]             |
| K.L | Midland Railway Carriage and Wagon Company                                                                    | 1925          |               |             |                    |             | 3.505           |                    |                   | [ 15 ]                    |

### Gedeckte Güterwagen, zweiachsig
| Typ | Herstelldaten                                   | Herstelldaten | Herstelldaten | Abmessungen | Abmessungen        | Abmessungen | Abmessungen     | Gewichte           | Gewichte          | Bild / Quelle |
|     | Hersteller                                      | Baujahr       | Anz.          | LüP [mm]    | Höhe über SOK [mm] | Breite [mm] | Rad- stand [mm] | Eigen- gewicht [t] | Lade- gewicht [t] |               |
| --- | ----------------------------------------------- | ------------- | ------------- | ----------- | ------------------ | ----------- | --------------- | ------------------ | ----------------- | ------------- |
|     |                                                 | 1908          |               |             |                    |             |                 |                    | 32                | [ 16 ]        |
| D   | Midland Railway Carriage and Wagon Company      | 1920          |               | 5.867       |                    | 3.048       | 3.505           | 9,4                | 24                | [ 17 ]        |
|     | Metropolitan Railway Carriage and Wagon Company | 1920          |               |             |                    | 3.048       | 3.505           | 9,9                | 22                | [ 17 ]        |

### Selbstentladewagen, zweiachsig (Schotterwagen)
| Typ | Herstelldaten                                 | Herstelldaten | Herstelldaten | Abmessungen | Abmessungen        | Abmessungen | Abmessungen     | Gewichte           | Gewichte          | Bild / Quelle        |
|     | Hersteller                                    | Baujahr       | Anz.          | LüP [mm]    | Höhe über SOK [mm] | Breite [mm] | Rad- stand [mm] | Eigen- gewicht [t] | Lade- gewicht [t] |                      |
| --- | --------------------------------------------- | ------------- | ------------- | ----------- | ------------------ | ----------- | --------------- | ------------------ | ----------------- | -------------------- |
|     | Birmingham Railway Carriage and Wagon Company | 1920          |               | 6.096       | 2.743              |             | 3.657           | 10,5               | 20                | [ 18 ] [ 19 ] [ 20 ] |
|     | Leeds Forge Company                           | 1928          |               | 6.096       | 2.718              |             | 3.810           | 11                 | 32                | [ 21 ]               |

### Schotterpflug
| Typ | Herstelldaten       | Herstelldaten | Herstelldaten | Abmessungen | Abmessungen        | Abmessungen | Abmessungen     | Gewichte           | Gewichte          | Bild / Quelle |
|     | Hersteller          | Baujahr       | Anz.          | LüP [mm]    | Höhe über SOK [mm] | Breite [mm] | Rad- stand [mm] | Eigen- gewicht [t] | Lade- gewicht [t] |               |
| --- | ------------------- | ------------- | ------------- | ----------- | ------------------ | ----------- | --------------- | ------------------ | ----------------- | ------------- |
|     | Leeds Forge Company | 1928          |               | 5.867       | 3.835              |             | 3.505           | 11                 |                   | [ 21 ] [ 22 ] |

### Selbstentladewagen mit zweiachsigen Drehgestellen
1909 schaffte die BNR die ersten Selbstentladewagen mit Drehgestellen an, um Eisenerz in größeren Mengen zu den 1907 gegründeten Tata Iron and Steel Works (TISCO) transportieren zu können.
| Typ         | Herstelldaten                                   | Herstelldaten | Herstelldaten | Abmessungen | Abmessungen        | Abmessungen | Abmessungen                | Gewichte           | Gewichte          | Bild / Quelle                      |
|             | Hersteller                                      | Baujahr       | Anz.          | LüP [mm]    | Höhe über SOK [mm] | Breite [mm] | Dreh- zapfen- abstand [mm] | Eigen- gewicht [t] | Lade- gewicht [t] |                                    |
| ----------- | ----------------------------------------------- | ------------- | ------------- | ----------- | ------------------ | ----------- | -------------------------- | ------------------ | ----------------- | ---------------------------------- |
| K.O         | P. and W. MacLellan                             | 1911          | 50            | ca. 10.000  |                    |             | 5.500                      | 17,75              | 46,5              | [ 25 ] [ 26 ] [ 27 ] [ 28 ] [ 29 ] |
|             | Birmingham Railway Carriage and Wagon Company   | 1915          | 66            | 13.690      | 2.971              | 2.743       | 8.915                      | 22,2               | 40                | [ 30 ] [ 31 ] [ 32 ]               |
| C.H.T       | National Steel Car, Kanada                      | 1919          | 70            | 12.573      | 2.971              | 3.010       | 8.433                      |                    | 42,5              | [ 33 ] [ 34 ]                      |
| K.O.T C.O.T | National Steel Car, Kanada                      | 1920          | 80            | 10.007      |                    |             |                            |                    | 45                | [ 34 ] [ 35 ] [ 36 ]               |
|             | Cammell, Laird & Company Nottingham Works       | 1921          | 100           | 8.737       |                    |             |                            | 17,7               | 40                | [ 37 ] [ 38 ]                      |
|             | Midland Railway Carriage and Wagon Company      | 1921          |               | 12.420      | 2.971              |             |                            | 21,8               | 40                | [ 39 ]                             |
|             | Midland Railway Carriage and Wagon Company      | 1923          |               | 12.420      | 2.971              |             |                            | 21,8               | 40                | [ 40 ]                             |
| K.O.H       | Metropolitan-Cammell Carriage and Wagon Company | 1930          |               | 11.582      | 2.819              | 3.048       | 7.111                      | 27                 | 63                | [ 24 ] [ 41 ]                      |
|             |                                                 | 1935          |               | 10.668      |                    |             |                            | 27,28              | 90                | [ 42 ] [ 43 ]                      |

1930 beschaffte die TISCO zusätzlich eigene vierachsige Selbstentladewagen mit 50 t Ladegewicht bei der Birmingham Railway Carriage and Wagon Company, die von der BNR befördert wurden.

### Kesselwagen, zweiachsig
| Typ | Herstelldaten                       | Herstelldaten | Herstelldaten | Abmessungen | Abmessungen        | Abmessungen | Abmessungen     | Gewichte           | Gewichte          | Bild / Quelle         |
|     | Hersteller                          | Baujahr       | Anz.          | LüP [mm]    | Höhe über SOK [mm] | Breite [mm] | Rad- stand [mm] | Eigen- gewicht [t] | Lade- gewicht [t] |                       |
| --- | ----------------------------------- | ------------- | ------------- | ----------- | ------------------ | ----------- | --------------- | ------------------ | ----------------- | --------------------- |
|     | bahneigene Werkstätten in Kharagpur | 1904          |               | 8.585       | 3.276              | 2.743       | 4.572           | 10,5               | 13,5              | Volumen: ca. 22.700 ℓ |
|     | Hurst, Nelson and Company           | 1908          | 5             |             |                    |             |                 |                    |                   | [ 47 ] [ 48 ]         |

### Druckgaskesselwagen, zweiachsig
| Typ | Herstelldaten                              | Herstelldaten | Herstelldaten | Abmessungen | Abmessungen        | Abmessungen | Abmessungen     | Gewichte           | Gewichte          | Bild / Quelle |
|     | Hersteller                                 | Baujahr       | Anz.          | LüP [mm]    | Höhe über SOK [mm] | Breite [mm] | Rad- stand [mm] | Eigen- gewicht [t] | Lade- gewicht [t] |               |
| --- | ------------------------------------------ | ------------- | ------------- | ----------- | ------------------ | ----------- | --------------- | ------------------ | ----------------- | ------------- |
|     | Midland Railway Carriage and Wagon Company | 1900          |               | 7.315       |                    | 2.260       | 4.267           | 11,45              |                   | [ 49 ]        |
|     | bahneigene Werkstätten in Kharagpur        | 1916          |               |             |                    |             |                 |                    |                   | [ 50 ]        |

### Schienentransportwagen mit zweiachsigen Drehgestellen
| Typ | Herstelldaten                              | Herstelldaten | Herstelldaten | Abmessungen | Abmessungen        | Abmessungen | Abmessungen                | Gewichte           | Gewichte          | Bild / Quelle |
|     | Hersteller                                 | Baujahr       | Anz.          | LüP [mm]    | Höhe über SOK [mm] | Breite [mm] | Dreh- zapfen- abstand [mm] | Eigen- gewicht [t] | Lade- gewicht [t] |               |
| --- | ------------------------------------------ | ------------- | ------------- | ----------- | ------------------ | ----------- | -------------------------- | ------------------ | ----------------- | ------------- |
|     | Midland Railway Carriage and Wagon Company | 1920          |               |             |                    |             |                            |                    |                   | [ 39 ]        |

### Geschlossene Autotransportwagen, zweiachsig
| Typ | Herstelldaten                       | Herstelldaten | Herstelldaten | Abmessungen | Abmessungen        | Abmessungen | Abmessungen     | Gewichte           | Gewichte          | Bild / Quelle |
|     | Hersteller                          | Baujahr       | Anz.          | LüP [mm]    | Höhe über SOK [mm] | Breite [mm] | Rad- stand [mm] | Eigen- gewicht [t] | Lade- gewicht [t] |               |
| --- | ----------------------------------- | ------------- | ------------- | ----------- | ------------------ | ----------- | --------------- | ------------------ | ----------------- | ------------- |
|     | bahneigene Werkstätten in Kharagpur |               |               |             |                    |             |                 |                    |                   | [ 51 ]        |

### Pferdetransportwagen (Stallungswagen), zweiachsig
| Typ | Herstelldaten                       | Herstelldaten | Herstelldaten | Abmessungen | Abmessungen        | Abmessungen | Abmessungen     | Gewichte           | Gewichte          | Bild / Quelle |
|     | Hersteller                          | Baujahr       | Anz.          | LüP [mm]    | Höhe über SOK [mm] | Breite [mm] | Rad- stand [mm] | Eigen- gewicht [t] | Lade- gewicht [t] |               |
| --- | ----------------------------------- | ------------- | ------------- | ----------- | ------------------ | ----------- | --------------- | ------------------ | ----------------- | ------------- |
|     | bahneigene Werkstätten in Kharagpur |               |               |             |                    |             |                 |                    |                   | [ 52 ]        |
|     | bahneigene Werkstätten in Kharagpur |               |               |             |                    |             |                 |                    |                   | [ 53 ]        |

### Elefantentransportwagen mit zweiachsigen Drehgestellen
| Typ | Herstelldaten                       | Herstelldaten | Herstelldaten | Abmessungen | Abmessungen        | Abmessungen | Abmessungen                | Gewichte           | Gewichte          | Bild / Quelle |
|     | Hersteller                          | Baujahr       | Anz.          | LüP [mm]    | Höhe über SOK [mm] | Breite [mm] | Dreh- zapfen- abstand [mm] | Eigen- gewicht [t] | Lade- gewicht [t] |               |
| --- | ----------------------------------- | ------------- | ------------- | ----------- | ------------------ | ----------- | -------------------------- | ------------------ | ----------------- | ------------- |
|     | bahneigene Werkstätten in Kharagpur | ca. 1923      |               |             |                    |             |                            |                    |                   | [ 54 ] [ 55 ] |

### Güterzugbegleitwagen, zweiachsig
| Typ | Herstelldaten | Herstelldaten | Herstelldaten | Abmessungen | Abmessungen        | Abmessungen | Abmessungen     | Gewichte           | Gewichte          | Bild / Quelle |
|     | Hersteller    | Baujahr       | Anz.          | LüP [mm]    | Höhe über SOK [mm] | Breite [mm] | Rad- stand [mm] | Eigen- gewicht [t] | Lade- gewicht [t] |               |
| --- | ------------- | ------------- | ------------- | ----------- | ------------------ | ----------- | --------------- | ------------------ | ----------------- | ------------- |
|     |               | 1908          | 60 +          | 7.315       |                    | 2.667       |                 |                    |                   | [ 56 ] [ 57 ] |

## Güterwagen in 762 mm Schmalspur

### Offene Güterwagen mit zweiachsigen Drehgestellen
| Typ | Herstelldaten         | Herstelldaten | Herstelldaten | Abmessungen | Abmessungen        | Abmessungen | Abmessungen                | Gewichte           | Gewichte          | Bild / Quelle |
|     | Hersteller            | Baujahr       | Anz.          | LüP [mm]    | Höhe über SOK [mm] | Breite [mm] | Dreh- zapfen- abstand [mm] | Eigen- gewicht [t] | Lade- gewicht [t] |               |
| --- | --------------------- | ------------- | ------------- | ----------- | ------------------ | ----------- | -------------------------- | ------------------ | ----------------- | ------------- |
|     | Hurst, Nelson and Co. | 1907          | 60            | 8.991       |                    | 1.943       | 6.324                      | 6                  |                   | [ 58 ] [ 59 ] |

### Gedeckter Güterwagen mit zweiachsigen Drehgestellen
| Typ | Herstelldaten         | Herstelldaten | Herstelldaten | Abmessungen | Abmessungen        | Abmessungen | Abmessungen                | Gewichte           | Gewichte          | Bild / Quelle |
|     | Hersteller            | Baujahr       | Anz.          | LüP [mm]    | Höhe über SOK [mm] | Breite [mm] | Dreh- zapfen- abstand [mm] | Eigen- gewicht [t] | Lade- gewicht [t] |               |
| --- | --------------------- | ------------- | ------------- | ----------- | ------------------ | ----------- | -------------------------- | ------------------ | ----------------- | ------------- |
|     | Hurst, Nelson and Co. | 1908          |               | 8.991       |                    |             | 6.324                      | 6,6                |                   | [ 60 ]        |
|     | Leeds Forge Company   | 1912          | 50            |             |                    |             |                            |                    |                   | [ 61 ]        |

### Rungenwagen mit zweiachsigen Drehgestellen (Langholzwagen)
| Typ | Herstelldaten         | Herstelldaten | Herstelldaten | Abmessungen | Abmessungen        | Abmessungen | Abmessungen                | Gewichte           | Gewichte          | Bild / Quelle |
|     | Hersteller            | Baujahr       | Anz.          | LüP [mm]    | Höhe über SOK [mm] | Breite [mm] | Dreh- zapfen- abstand [mm] | Eigen- gewicht [t] | Lade- gewicht [t] |               |
| --- | --------------------- | ------------- | ------------- | ----------- | ------------------ | ----------- | -------------------------- | ------------------ | ----------------- | ------------- |
|     | Hurst, Nelson and Co. | 1908          |               | 8.991       |                    | 1.930       | 6.324                      | 5,7                |                   | [ 62 ]        |

### Selbstentladewagen mit zweiachsigen Drehgestellen
| Typ   | Herstelldaten | Herstelldaten | Herstelldaten | Abmessungen | Abmessungen        | Abmessungen | Abmessungen                | Gewichte           | Gewichte          | Bild / Quelle |
|       | Hersteller    | Baujahr       | Anz.          | LüP [mm]    | Höhe über SOK [mm] | Breite [mm] | Dreh- zapfen- abstand [mm] | Eigen- gewicht [t] | Lade- gewicht [t] |               |
| ----- | ------------- | ------------- | ------------- | ----------- | ------------------ | ----------- | -------------------------- | ------------------ | ----------------- | ------------- |
| C.C.S |               |               |               |             |                    |             |                            |                    | 14,75             | [ 63 ]        |